# ليو دوجلاس
ليو دوجلاس (بالإنجليزية: Leo Douglass)‏ هو لاعب كرة قدم أمريكية أمريكي، ولد في 13 فبراير 1901 في ويكفيلد في الولايات المتحدة، وتوفي في 3 أبريل 1985 في ميلروز في الولايات المتحدة.

## وصلات خارجية
- ليو دوجلاس على موقع مرجع كرة القدم المحترفة.كوم (الإنجليزية)